# Henricus Brucaeus
Henricus Brucaeus of Hendrik van den Brock (Aalst 1530 - Rostock 4 januari 1593) was een Duitse arts en mathematicus, van Zuid-Nederlandse origine. Hij was hoogleraar aan de universiteit van Rostock.

## Levensloop

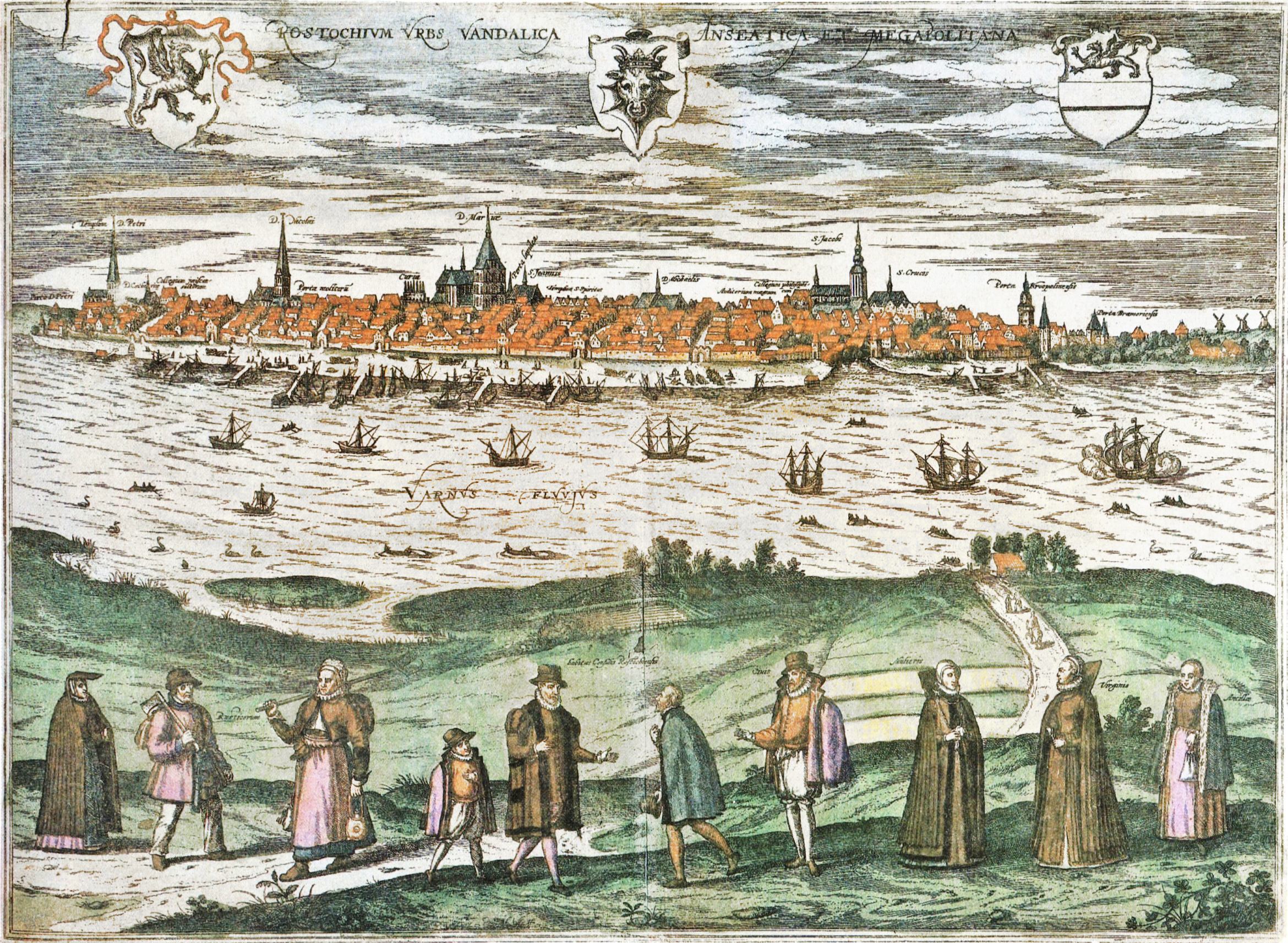
Rostock in 1597

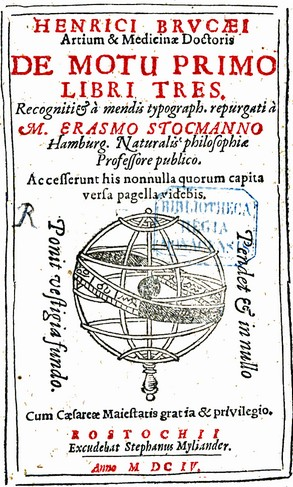
Werk over astronomie

Hij werd geboren in 1530 in Aalst en liep school in Gent in het graafschap Vlaanderen, Habsburgse Nederlanden. Van 1544 tot 1547 studeerde hij aan een Parijse school. Hij werd vervolgens leraar in Brugge doch trok daar snel weg. In de jaren 1550 verbleef hij 7 jaren aan de universiteit van Bologna, waar hij filosofie en medicijnen studeerde. Hij studeerde er af als doctor in de medicijnen.
Zijn academische carrière begon aan een universiteit in Rome, waar hij medicijnen en wiskunde doceerde. Hij bekwaamde zich verder deze twee vakken aan de universiteit van Leuven, waar hij zijn studies combineerde met doceren. Vermoedelijk situeerde zich de Leuvense periode in het begin van de jaren 1560.
Brucaeus onderbrak zijn academische carrière voor een artsenpraktijk in Aalst, zijn geboortestad. Hij werd in Aalst eveneens raadsheer in het stadsbestuur. In 1565 stuurde de landvoogdes der Spaanse Nederlanden, Margaretha van Parma, hem naar Portugal. Brucaeus werd er de lijfarts van Maria van Portugal, de verloofde van haar zoon Alexander Farnese. Arts Brucaeus begeleidde Maria naar de Nederlanden zodat zij er (gezond) kon huwen.
Vervolgens overtuigde hertog Johan Albrecht I van Mecklenburg Brucaeus tot een verhuis naar Rostock. Johan Albrecht I was lutheraan en Brucaeus katholiek. In 1567 werd Brucaeus benoemd tot professor in de medicijnen en de hogere wiskunde (sterrenkunde) aan de universiteit van Rostock (1567-1593). In 1568 werd hij decaan van de faculteit der medicijnen, iets wat hij in de latere jaren nog meerdere keren werd. Brucaeus was een tijdgenoot van Levinus Battus, een andere arts en mathematicus uit het graafschap Vlaanderen. Brucaeus had een belangrijke artsenpraktijk in Rostock en werd lijfarts van de hertog van Mecklenburg. Brucaeus publiceerde meerdere medische bevindingen. Zijn bekendste werk is dat over scheurbuik: De Scorbuto Propositiones. Hij beschreef het ontstaan van scheurbuik volgens de traditionele leer der humores van Galenus. Scheurbuik ontstond als een teveel aan cacochyma of stinkend slijm in de buik. Een van zijn voorstellen tot behandeling was het drinken van oude Rijnwijn. Als mathematicus-sterrenkundige hield Brucaeus vast aan het traditionele stelsel dat de aarde het middelpunt van het heelal was. Hij kende nochtans het werk van Nicolaas Copernicus doch hij steunde dit niet in zijn publicatie De Motu Primo Libri Tres.
Brucaeus volgde in Rostock de lutheraanse kerkdiensten. Kort voor zijn overlijden in 1593 werd hij lutheraan.
- Gemeinsame Normdatei: 128649127
- International Standard Name Identifier: 0000 0001 0954 3333
- Library of Congress Control Number: n2001130338
- Mathematics Genealogy Project: 125373
- Nationale Bibliotheek van Tsjechië: ola2009531277
- Nederlandse Thesaurus van Auteursnamen: 070130299
- Réseau des bibliothèques de Suisse occidentale: 02-A021551957
- LIBRIS: 297880
- Système universitaire de documentation: 185117031
- Virtual International Authority File: 10903774
- WorldCat: E39PBJdrHJhvRBjTtfWFtP7PwC